# Kalanchoe blossfeldiana
Kalanchoe blossfeldiana là một loài thực vật có hoa trong họ Crassulaceae. Loài này được Poelln. miêu tả khoa học đầu tiên năm 1934.

## Hình ảnh

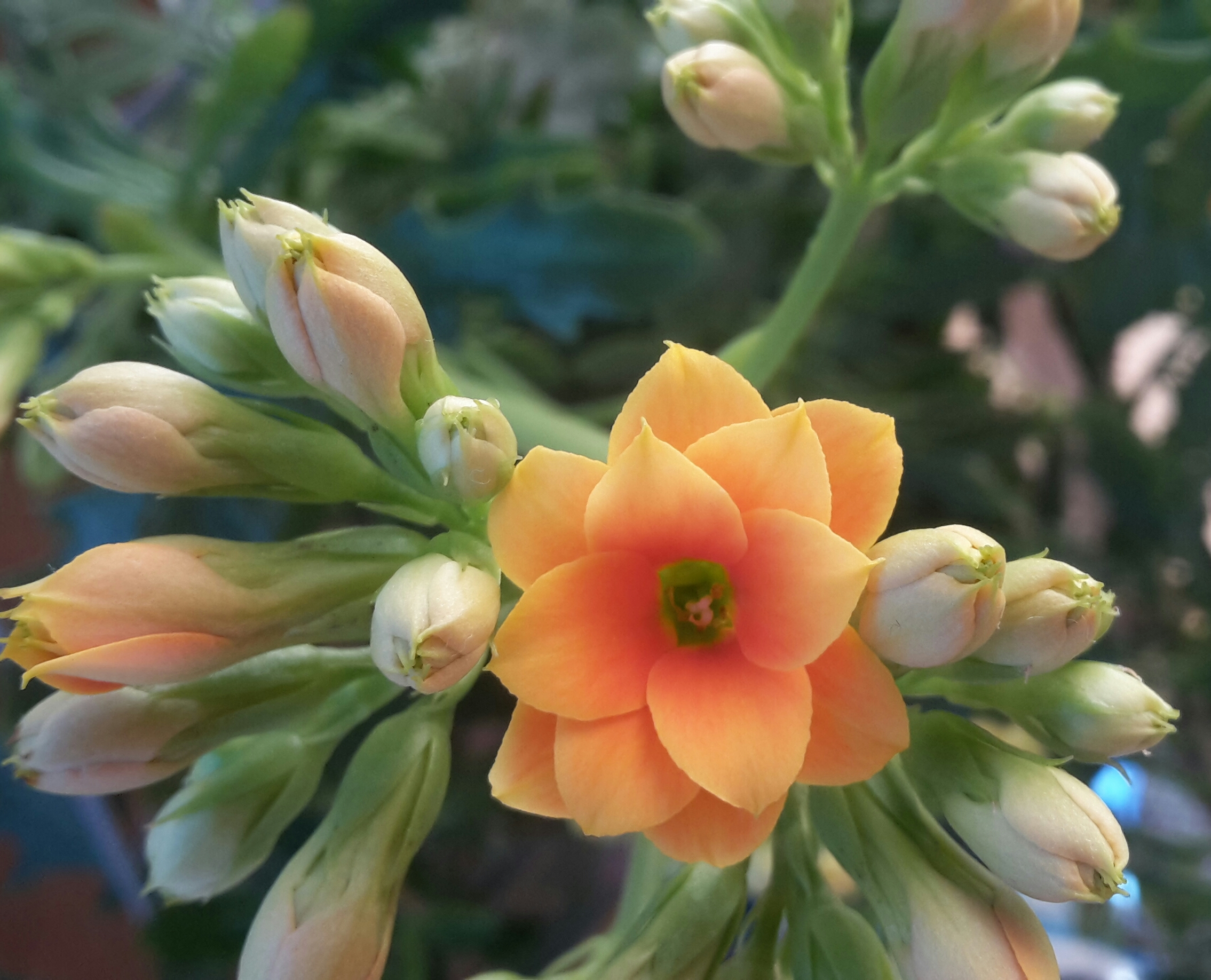
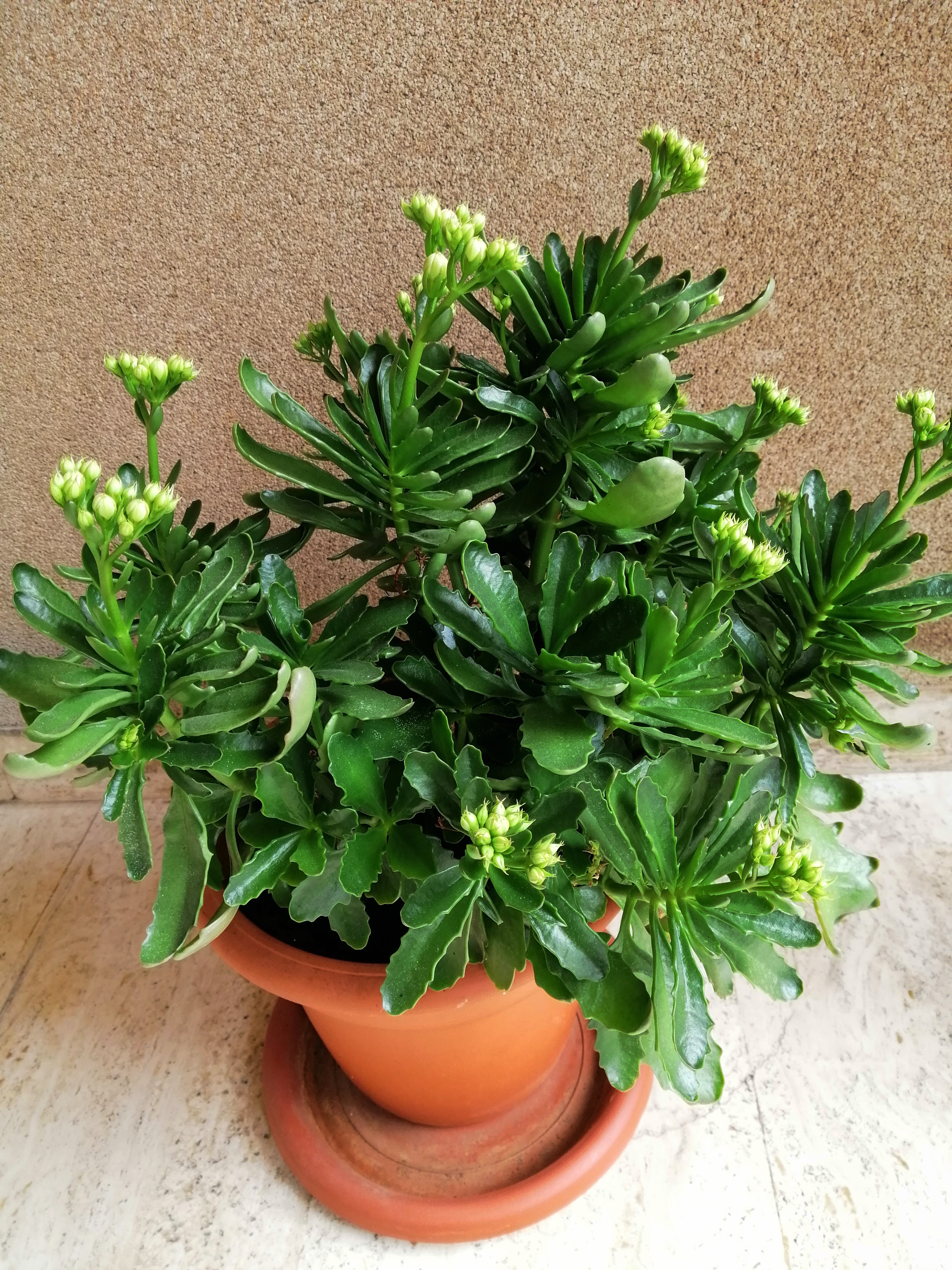
Kalanchoe Blossfeldina lúc bắt đầu ra hoa
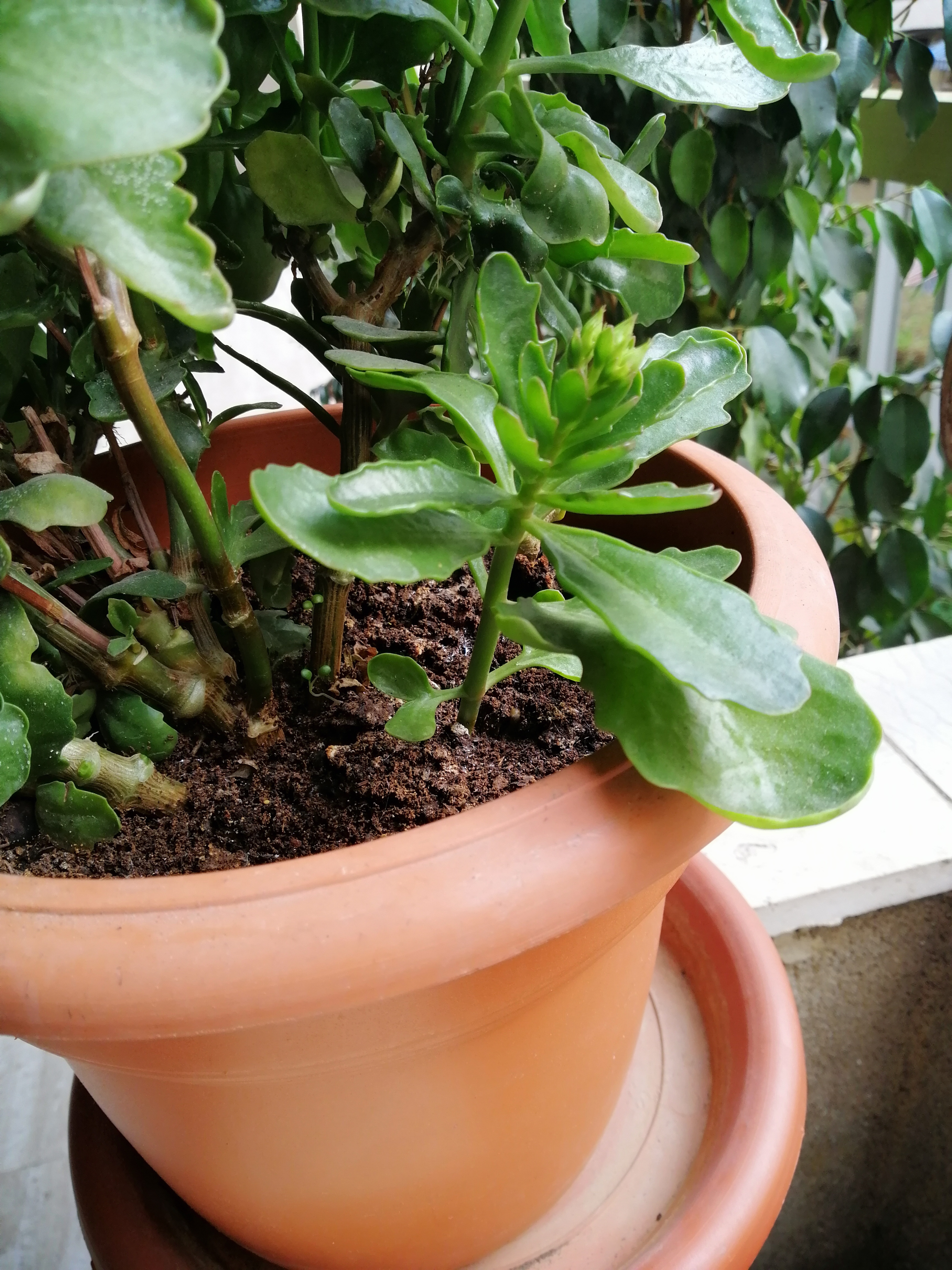
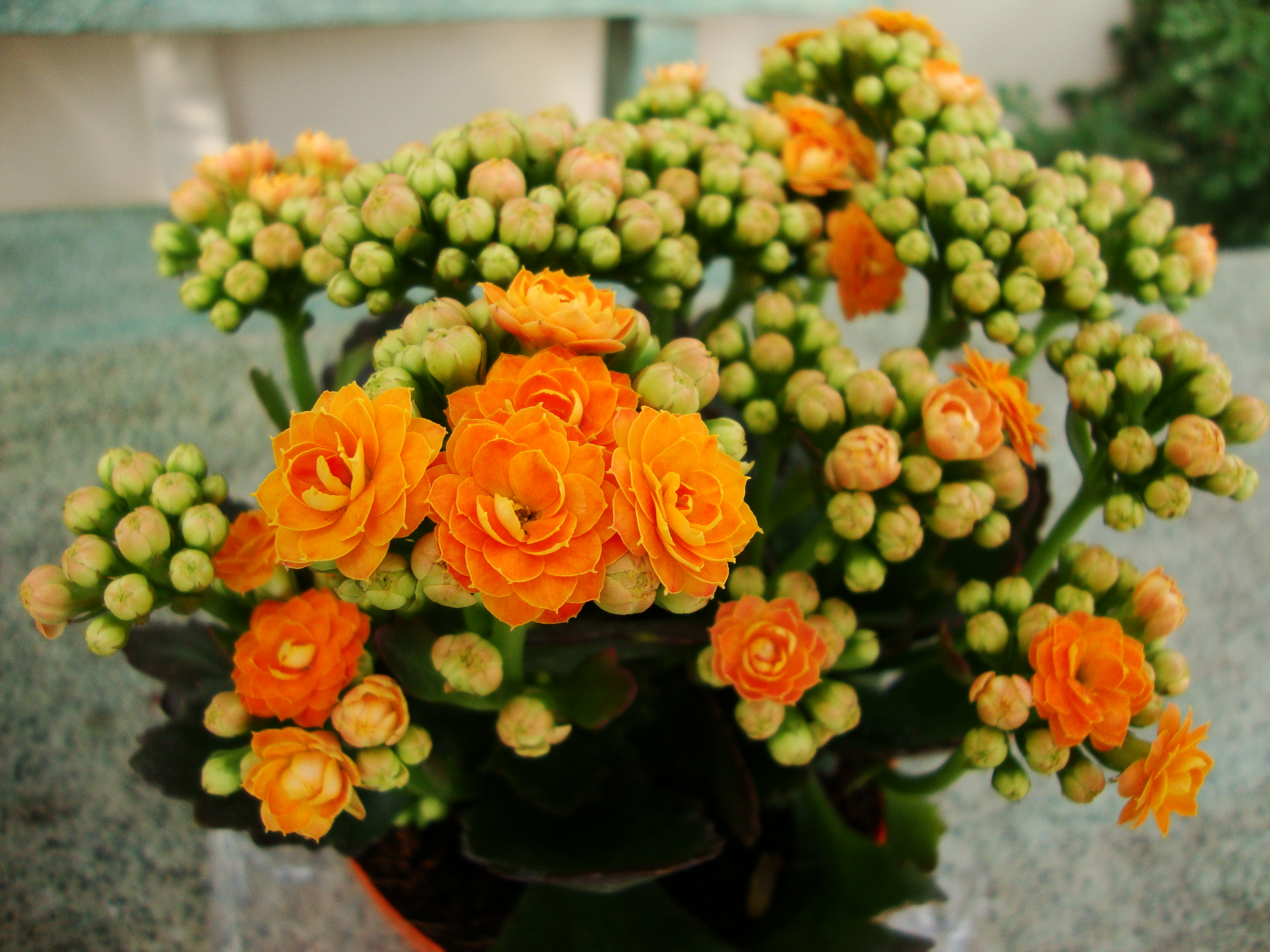